# Vasile Stanciu

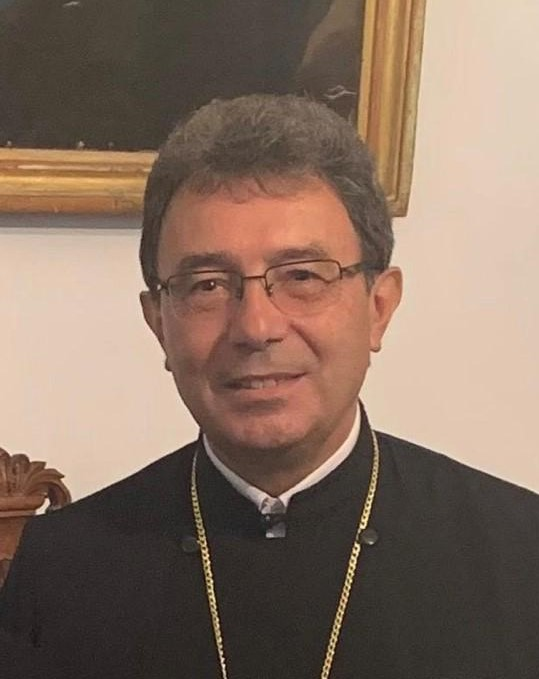
Vasile Stanciu (2023)

Vasile Stanciu (* 1. November 1958 in Ighișu Nou, dt. Eibesdorf, bei Sibiu (Hermannstadt)) ist ein orthodoxer Priester, Theologe, Musikwissenschaftler, Komponist und Universitätsprofessor der rumänischen Babeş-Bolyai-Universität in Cluj-Napoca (Klausenburg).

## Biografie
Von 1974 bis 1979 studierte Vasile Stanciu Theologie am Theologischen Seminar in Cluj-Napoca und von 1979 bis 1983 am Theologischen Institut der Universität Sibiu. Von 1983 bis 1986 belegte er den Promotionsstudiengang am Theologischen Institut der Universität Bukarest. 1995 wurde er mit einer Dissertation mit dem Titel Die Musik in den orthodoxen Gemeinden in Transsilvanien. Kirchenmusik in der Pfarrei als Ritual promoviert. Doktorvater war Pfarrer Professor Nicu Moldoveanu.
Von 1991 bis 1999 spezialisierte er sich mit einem Studium am Ostkirchlichen Institut und der Fachakademie für Kirchenmusik in Regensburg. Von 2009 bis 2012 studierte er an der Musikakademie Gheorghe Dima in Cluj-Napoca Musikpädagogik und schloss mit einer Lizentiatsarbeit zum Thema Stilistische Aspekte im liturgischen byzantinischen Choral in der rumänischen Komponistenschule im 20. Jahrhundert ab.
Von 1986 bis 1992 war er Professor für Musik am Theologischen Seminar in Cluj-Napoca, von 1990 bis 1993 Assistent an der Fakultät für Orthodoxe Theologie, von 1993 bis 1997 Lektor der Fakultät, von 1997 bis 2001 Privatdozent und seit 2001 ist er Professor und Leiter der Isidor-Todoran-Promotionsabteilung. Von 2012 bis 2020 war er Dekan der Orthodoxen Fakultät der Babeş-Bolyai-Universität. Bei zahlreichen Konferenzen und Fachsymposien wirkt er im In- und Ausland als Referent mit.
Neben seiner Tätigkeit als Priester, Professor und Komponist leitet er den Chor der Metropolitankathedrale der Erzdiözese Vad, Feleacu und Cluj und den Kammerchor Psalmodia Transylvanica. Ebenso ist er Organisator und Leiter von Konzerten des Chores der Theologischen Fakultät, des Chors „Psalmodia Transylvanica“ und des Chors der Metropolitankathedrale.

## Werke

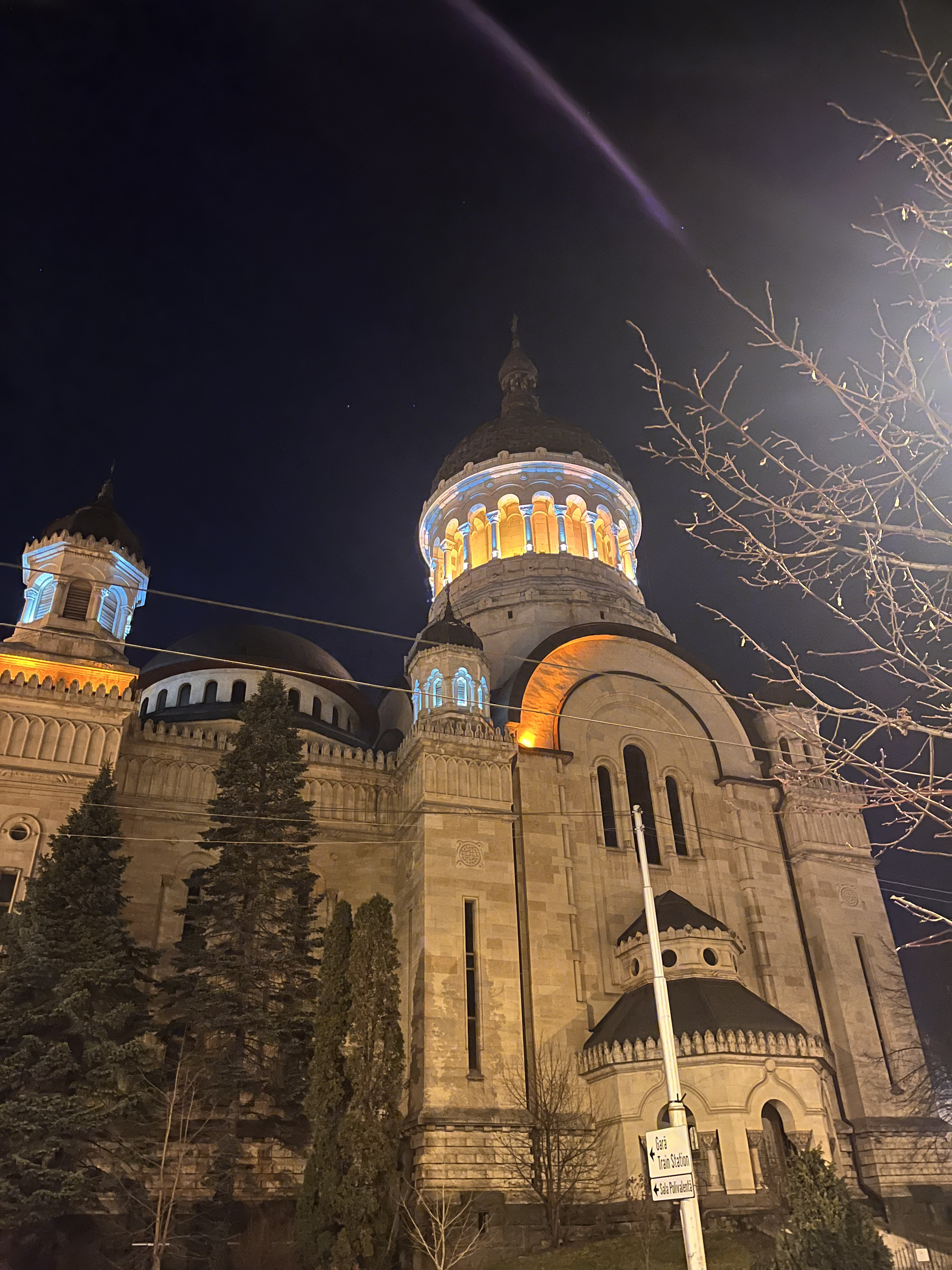
Metropolitankathedrale in Cluj-Napoca

### Schriften
- Slujbele sfinţilor români din Transilvania şi alte cântări bisericeşti. 1990.
- Muzica bisericească ortodoxă din Transilvania. 1996.
- Cântările Sfintei Liturghii pentru cor mixt. Editura Renașterea, Klausenburg/Cluj-Napoca 1997.
- Liturghia Sfântului Ioan Gură de Aur în Do Major pentru cor bărbătesc. Editura Renașterea, Klausenburg/Cluj-Napoca, 2001.
- Muzica bisericească corală din Transilvania. Vol. I. Editura Presa Universitară Clujeană, Klausenburg/Cluj-Napoca 2001.
- Vecernierul. Alba Iulia 2003.
- Compoziţii, armonizări şi prelucrări corale şi liturgice. Editura Renașterea, Klausenburg/Cluj-Napoca 2006.
- Slujbele Sfântului Cuvios Ierarh Pahomie de la Gledin, Episcopul Romanului. Editura Renașterea, Klausenburg/Cluj-Napoca, 2007.
- Slujbele Sfinţilor Martiri şi Mărturisitori Năsăudeni, Atanasie Todoran din Bichigiu, Vasile din Mocod, Grigore din Zagra şi Vasile din Telciu. Editura Renașterea, Klausenburg/Cluj-Napoca 2008.
- Anastasimatarul sau Cântările Vecerniei de Sâmbătă seara şi ale Utreniei de Duminică dimineaţa compuse şi fixate pe notaţie liniară după melodiile celor opt glasuri, notate de preotul Dimitrie Cunţanu. Editura Reîntregirea, Weißenburg/Alba Iulia 2010.
- Valoarea integratoare a muzicii. In: Libertate si responsabilitate. Initiative si limite in dialogul religios. Editura Reîntregirea, Weißenburg/Alba Iulia 2009, S. 224–235.
- Gheorghe Şoima, Liturghia Dogmatică. In: Omagial Preotul compozitor Gheorghe Şoima (1911–1985). Editura Universităţii „Lucian Blaga“, Hermannstadt/Sibiu 2010, S. 20–37.
- Anastasimatarul în Transilvania. Cântările Utreniei glasului I. In: Omagial Dimitrie Cunţan (1837–1910) şi cântarea bisericească din Ardeal. Editura Universităţii „Lucian Blaga“, Hermannstadt/Sibiu 2010, S. 47–83.
- Stări și experienţe emoţionale prin muzică. In: Invazia non-valorilor într-o lume multimedia. Ed. Reîntregirea, Weißenburg/Alba Iulia 2010, S. 174–198.
- Înnoirea liturgică în teologia contemporană. In: Tabor. Anul V, nr. 7, oct. 2011, S. 35–41.
- O introducere în istoriografia muzicii corale din Biserica Ortodoxă Română. In: Omagial File de istorie. Preţuire şi recunoştinţă Părintelui Profesor Mircea Păcurariu. Editura Andreiană și Presa Universitară Clujeană, Klausenburg/Cluj-Napoca 2012, S. 755–774.
- Teologia muzicii liturgice în literatura de specialitate. In: Vocaţie, slujire, jertfelnicie. Cinstire şi recunoştinţă Părintelui prof. dr. Nicolae Necula la împlinirea vârstei de 70 de ani. Ed. Basilica a Patriarhiei Române, Bukarest/București 2014, S. 465–478.
- Laudatio privind acordarea titlului de Doctor Honoris Causa Preacucernicului Părinte Prof. Dr. Boris Bobrinskoy de la Institutul Saint Serge din Paris. In: Doctores Honoris Causa Testimonia Oecumenica. Editura Renașterea, Klausenburg/Cluj-Napoca 2011, S. 197–235.
- Teologie și imnografie în Taina Sfântului Maslu. In: Condiţia umană între suferinţă şi iubirea lui Dumnezeu. Ed. Reîntregirea, Weißenburg/Alba Iulia 2012, S. 187–205.
- Din actualitatea istoriografiei muzicale bizantine românești. In: Medicină şi Teologie. In honorem prof. univ. dr. Mircea Buta. Editura Presa Universitară, Klausenburg/Cluj-Napoca 2012, S. 316–330.
- Aspecte ale românirii cântărilor bisericești în colecţii transilvănene din secolele XIX–XXI. In: Simpozionul internaţional de muzicologie bizantină – 300 de ani de românire (1713–2013). Hrsg. von Nicolae Gheorghiţă, Costin Moisil, Daniel Suceava. Editura Universităţii Naţionale de Muzică, Bukarest/București 2013, S. 421–441.
- Teologia muzicii liturgice în literatura de specialitate. In Vocaţie, slujire, jertfelnicie. Cinstire şi recunoştinţă Părintelui prof. dr. Nicolae Necula la împlinirea vârstei de 70 de ani. Ed. Basilica a Patriarhiei române, Bukarest/București 2014, S. 465–478.
- Din dosarul politic a doi iluștri profesori de teologie clujeni. Preotul martir Liviu Galaction Munteanu și preotul Ioan Bunea. In: Eucharist and Martyrdom. From ancient catacombs to the communist prisons. Editura Reîntregirea, Weißenburg/Alba Iulia 2014, S. 213–136.

### Tonträger
- 11 CD-Veröffentlichungen mit traditioneller rumänischer Kirchenmusik und Folklore.

## Auszeichnungen und Mitgliedschaften
- 9. Mai 2023, Verleihung der Ehrendoktorwürde der Babeș-Bolyai-Universität[2]
- Preisträger verschiedener Festivals geistlicher Musik, u. a. Amiens, Orăștie, Dej
- Mitglied der Europäischen Akademie der Wissenschaften und Künste Salzburg
- Mitglied der Union der Komponisten und Musikwissenschaftler Rumäniens